# Christie Brinkley

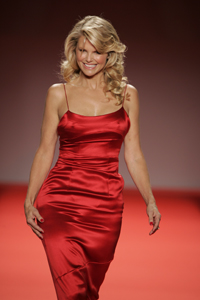
Christie Brinkley, iförd röd klänning designad av Calvin Klein, i samband med National Heart, Lung, and Blood Institute's "National Wear Red Day" (4 februari 2005).

Christie Brinkley, född Christie Lee Hudson den 2 februari 1954 i Monroe, Michigan, är en amerikansk fotomodell. Brinkley har förekommit på omslaget på en rad modemagasin, bland andra Elle, Vogue, Cosmopolitan, Glamour, Mademoiselle, Sports Illustrated och Harper's Bazaar. Hon prydde omslaget på Sports Illustrated Swimsuit Issue tre år i rad, 1979–1981.
Brinkley var mellan 1985 och 1994 gift med musikern Billy Joel.
Hon är vegetarian sedan barndomen.

## Biografi
Christie Brinkley avlade 1972 examen vid Lycée Français de Los Angeles och arbetade som illustratör i Paris för en tid. Errol Sawyer, en fotograf från New York, upptäckte Brinkley i Paris våren 1973 och tog de första professionella fotografierna på henne. Sawyer presenterade Brinkley för modellagenten på Elite Model Management, John Casablancas; Brinkleys internationella modellkarriär hade inletts.
1976 skrev Brinkley under ett kontrakt med kosmetikaföretaget CoverGirl, vars "ansikte" hon var i tjugo år. 2005 valde CoverGirl att ånyo anställa Brinkley, för produkten Advanced Radiance Age-Defying Liquid Makeup.
Under 1990-talet ledde hon TV-serien Living in the 90's With Christie Brinkley på CNN. Därtill har hon haft småroller i några filmer, däribland Ett päron till farsa (1983) och Ett päron till farsa i Las Vegas (1997).
Brinkley har även gjort TV-reklam för olika typer av träningsmaskiner, vid ett tillfälle tillsammans med Chuck Norris.